# Социал-демократическая партия Венгрии
Социал-демократическая партия Венгрии (венг. Magyarországi Szociáldemokrata Párt, MSZDP) — социал-демократическая политическая партия в Венгрии. С 2002 года не участвует в выборах на общенациональном уровне, хотя сохраняет своё членство в Социалистическом Интернационале и Партии европейских социалистов.
И MSZDP, и отколовшаяся от неё Социал-демократическая партия (SZDP) претендуют на преемственность от исторической Социал-демократической партии, основанной в декабре 1890 года. Та входила в правящие коалиции в Венгрии в периоды 1918—1919 и 1945—1948 годов, после чего влилась в Венгерскую партию трудящихся и во время Венгерской революции 1956 года была на короткий срок восстановлена и вновь распущена. На своём историческом пике пользовалась поддержкой в рабочих районах Будапешта вроде Обуды, Пештержеба и Андьялфёлда. Печатным органом была основанная в 1873 году газета «Népszava».

## История

### В Австро-Венгрии
Основана 7—8 декабря 1890 года в Будапеште на базе Всеобщей рабочей партии (Általános Munkáspárt) Венгрии, созданной Лео Франкелем в 1880 году. Первым лидером СДПВ стал представитель радикального крыла её предшественницы, Пал Габор Энгельман, состоявший в переписке с Фридрихом Энгельсом. Уже в 1892 году Энгельман был смещён и исключён из партии; в 1894 году он создал Социал-демократическую рабочую партию Венгрии, вскоре вернувшуюся в состав СДПВ, которая, впрочем, всё более определялась как реформистская партия.
С начала своего существования СДПВ входила во Второй Интернационал, чьи рекомендации были положены в основу деятельности партии. Принятая на учредительном съезде программа партии, «Декларация принципов», провозглашала своей целью как выразительницы интересов венгерского рабочего класса борьбу за социализм электоральным путём, для чего требовалось завоевание всеобщего избирательного права при тайном голосовании. Хотя её программа, принятая на X съезде в апреле 1903 года по образцу Эрфуртской программы СДПГ, декларировала борьбу за равноправие народов Транслейтании (в самой СДПВ были созданы немецкие, словацкие, румынские, сербские национальные комитеты), но избегала чёткой позиции по национальному вопросу, равно как и требований демократической республики и независимости самой Венгрии.
Чрезвычайный (сентябрь 1905) и XIII (июнь 1906) съезды СДПВ постановили организовать всеобщую политич. стачку, если парламент откажется ввести в Венгрии всеобщее избирательное право, однако ещё в июле 1905 году социал-демократический лидер Эрнё Гарами подписал от имени СДПВ, ставшей ведущей оппозиционной силой страны, с министром внутренних дел Йожефом Криштоффи «пакт Криштоффи — Гарами», согласно которому партия вместо борьбы за электоральную реформу пошла на сотрудничество с созданным императором в 1906 году правительством меньшинства против националистической оппозиции. Потерпев поражение от реформистского крыла, ведущий партийный теоретик Эрвин Сабо отдрейфовал в сторону синдикализма, а другой деятель левого крыла Дьюла Альпари со сторонниками был исключён из СДПВ на её XVII съезде (март 1910).

### Революционные годы: 1918—1919
Партия выросла во внушительную силу к Первой мировой войны, однако из-за последней СДПВ, как и вся международная социал-демократия, потерпела тяжёлый раскол между пацифистким и патриотическим крылом. Несмотря на это, партия в целом приветствовала Октябрьскую революцию, как и ранее революцию 1905—1907 в России. Хаос, следовавший за войной, привёл к распаду двуединой монархии и Революции астр в Венгрии (31 октября 1918), когда представители партии (Вильмош Бём, Жигмонд Кунфи, Эрнё Гарами) вошли в состав революционного коалиционного правительства Михая Каройи и его преемника Денеша Беринкеи.
24 ноября 1918 группа левых социал-демократов (Тибор Самуэли, Эрнё Пор, Отто Корвин, Бела Ваго) вместе с бывшими военнопленными, прибывшими из России и вступившими там в большевистскую партию, учредили Партию коммунистов Венгрии. 20 февраля 1919 демонстрация коммунистов переросла в перестрелку с охранниками редакции официальной газеты социал-демократов, в ходе которой погибло семь человек, включая полицейских. После этого последовали аресты коммунистических лидеров, однако углубляющийся кризис и неспособность с ним справиться со стороны традиционных партий привели к тому, что после получения ультиматума Викса с требованием эвакуации венгерских войск из пограничных территорий, 20 марта президент Михай Каройи отправил в отставку правительство Денеша Беринкеи и 21 марта объявил о том, что поручает формирование правительства социал-демократам.

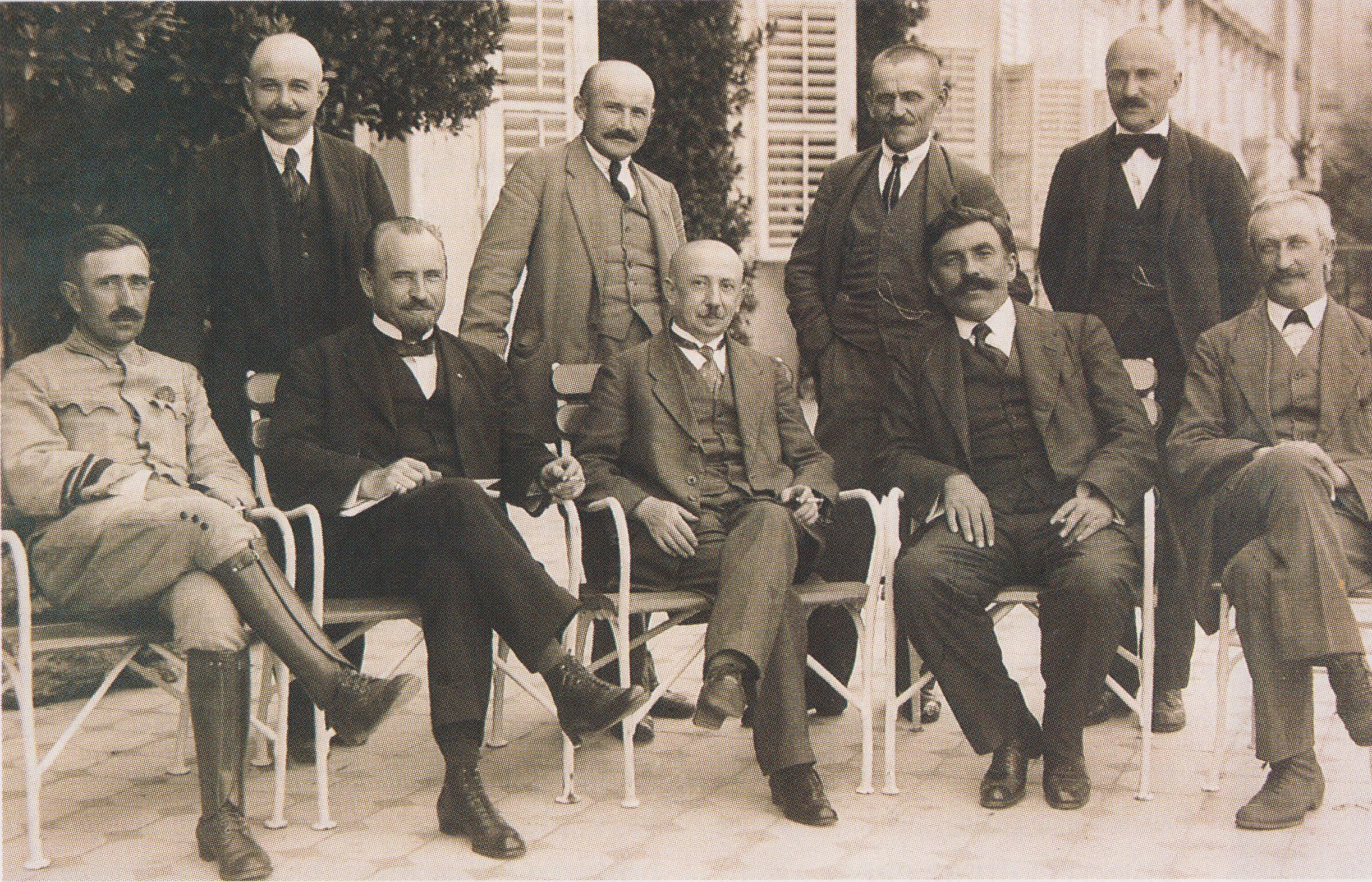
Правительство Дьюлы Пейдля, 1919 год.

Левое крыло MSZDP (Енё Ландлер, Енё Хамбургер, Енё Варга, Дьёрдь Ньистор) добилось объединения их партии с коммунистами — представители властей явились в тюрьму и предложили арестованным коммунистам вместе сформировать правительство, которое возглавил социал-демократ Шандор Гарбаи. Было объявлено о соединении ПКВ и СДП в Социалистическую партию и в тот же день провозглашена Венгерская советская республика. После её разгрома летом 1919 последовал «белый террор», в ходе которого погибли многие члены и сторонники MSZDP. Социал-демократы реформисткого толка (Эрнё Гарами, Мано Бухингер, Шандор Проппер), не признававшее объединения с коммунистами, реорганизовало партию и сформировало последнее, «профсоюзное», правительство ВСР во главе с Дьюлой Пейдлем и Кароем Пейером (1—6 августа), пытаясь найти компромисс со странами Антанты и венгерскими «белыми», но те не проводили разницы между революционными и умеренными «красными».

### В хортистской Венгрии

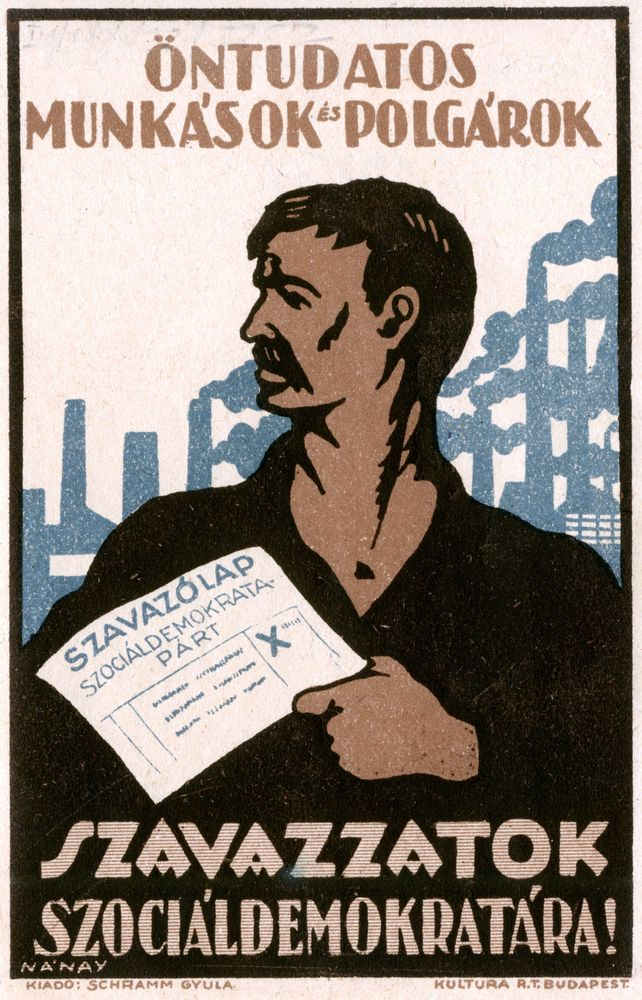
Предвыборная агитация социал-демократов, 1922 год.

22 декабря 1921 правое крыло социал-демократов заключило с хортистским правительством Иштвана Бетлена тайный пакт Бетлена-Пейера, по которому репрессии против СДПВ прекращались, партия легализовалась и получала возможность участия в выборах, но с существенными ограничениями — ей позволялось не более 10 % мест в парламенте, запрещались всеобщие забастовки и антимонархическая пропаганда, членами СДПВ не могли быть госслужащие, железнодорожники и почтальоны, а компартия оставалась вне закона. В первых своих выборах участвовала в 1922, заняв второе место с 17 % голосов. В страну стали возвращаться лидеры социал-демократической эмиграции, но вновь разгорелась борьба между правым и левым крылом партии, причём последнее в профсоюзах и органах стачечной борьбы сотрудничало с коммунистами, объединившись с ними в 1925—1928 в легальную Социалистическую рабочую партию Венгрии. Эти радикальные элементы преследовались властями и постепенно загонялись в подполье. В 1939 СДПВ была переименована в Социал-демократическую партию (СДП).
Партия была членом Рабочего и социалистического интернационала в период между 1923 и 1940 годами.
Условия становились все более и более враждебным во время Второй мировой войны, и деятельность партии практически остановилась. Укрепились позиции левых социал-демократов (Дьёрдь Марошан, Арпад Сакашич, Шандор Ронаи), заключивших антифашистское и антигитлеровское соглашение вначале с Независимой партией мелких хозяев, а затем с коммунистами. После нацистской оккупации Венгрии в 1944 году СДП была запрещена. Многие из руководителей были казнены, как Иллеш Монуш, а остальные находились в тюрьмах, концлагерях или подполье. 10 октября 1944 СДП вошла в Венгерский национальный фронт независимости, 22 декабря 1944 — в состав Временного национального правительства.

### После войны

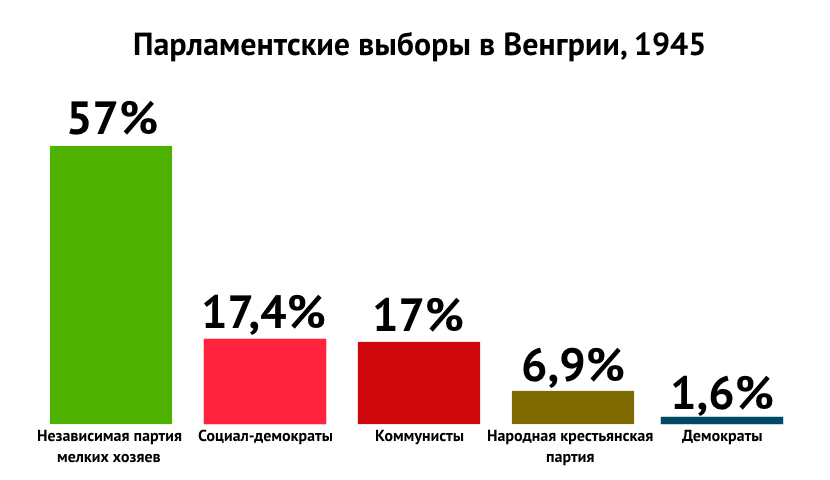
Результаты выборов 1945 года

СДП участвовала в выборах ноября 1945 года, набрала 17,4 % голосов, заняв второе место после победившей с 57 % Независимой партии мелких хозяев, и вошла в новое правительство. В марте 1946 вместе с профсоюзами, Венгерской коммунистической партией и Национальной крестьянской партией вошла в состав Левого блока внутри ВНФН.
Социал-демократы находились под усиливающимся давлением с требованием слиться с Венгерской коммунистической партией. 36-й съезд СДП в марте 1948 признал марксизм-ленинизм как единственную идеологию и взял курс создания единой рабочей партии. В итоге, правое крыло (25 тыс. человек) было исключено из СДП к июню 1948; многие члены партии, включая Шару Кариг, Анну Кейтли и Миклоша Такача, были репрессированы.
Это дало возможность объединиться с коммунистами в Венгерскую партию трудящихся на Объединительном съезде ВКП и СДПВ 13—14 июня 1948 года в Будапеште, после того, как 12 июня одновременно открылись IV съезд Венгерской коммунистической партии и 37-й съезд Социал-демократической партии. Левый социал-демократ Арпад Сакашич стал сопредседателем новой партии и даже президентом Венгрии, однако уже в 1950 году был отправлен в тюрьму, как и ряд других членов СДПВ, вошедших в ВПТ — в том числе Иштван Рис, забитый в заключении до смерти, и Пал Юстус.
СДПВ вновь восстановилась во время венгерского восстания 1956 года. Под руководством Анны Kейтли, Дьюлы Келемена и Йожефа Фишера СДПВ заняла важное место во временном правительстве Имре Надя. Впервые за долгие годы партийная газета «Népszava» начала публиковаться самостоятельно. После подавления революции СДПВ вновь подпала под репрессии, и значительная часть руководства отправилась в изгнание.
Постепенное смягчение официальной политики правительства в Венгрии в годы кадаризма (с 1960-х по 1980-е годы) привело многих в правящей Венгерской социалистической рабочей партии к идеям реформ-коммунизма, становившимися всё менее отличимыми от социал-демократии.

### После 1989 года
В 1989 году MSZDP была восстановлена, играя заметную роль в процессе смены режима. Небольшой откол от MSZDP, принявший название Социал-демократической партии, был слаб и не угрожал ей, а впоследствии, под руководством Матьяша Сюрёша, был полностью дискредитирован поддержкой правоконсервативной партии Фидес — Венгерский гражданский союз.
Однако и ВСРП, теперь называющая себя Венгерской социалистической партией, играла на том же поле, и на первых же выборах СДПВ, позиционировавшая себя как правопреемница антикоммунистической социал-демократии, под руководством Анны Петрашович не смогла преодолеть 5-процентный парламентский барьер.
СДПВ и впредь не удалось самостоятельно попадать в парламент. Сохраняя свою формальной независимость, она становилась ещё более зависимой от ВСП. Руководитель партии с 1994 года Ласло Капойи заседал в парламенте по списку социалистов между 2002 и 2010.
В ноябре 2009 года ряд местных организаций СДПВ приняли автономные от национального руководства решения о создании избирательных союзов с «Зелёными левыми». Из-за тесных связей с ВСП, СДПВ не смогла воспользоваться её растущей непопулярностью и сама осталась в глубоком кризисе. В 2013 году ряд членов под руководством Андора Шмука покинули партию и сформировали Социал-демократическую венгерскую гражданскую партию (Szocdemek).

## Генеральные секретари и президенты
- Пал Габор Энгельман (1890—1892)
- Мано Бухингер[венг.] (1905—1919)

Партия влилась в Социалистическую партию Венгрии (1919)
- Дьюла Пейдль (1919)
- Карой Пейер (1919—1938)
- Арпад Сакашич (1938—1942)
- Дьёрдь Марошан[венг.] (1942—1945)
- Арпад Сакашич (1945—1948)

Партия влилась в Венгерскую партию трудящихся (1948—1956)
- Анна Кетли (1956)

Партия самораспустилась (1956—1989)
- Анна Петрашович (1989—1992)
- Эндре Борбей (1992—1993)
- Золтан Кирай (1993—1994)
- Ласло Капойи (1994—2012)
- Андор Шмук (2012—2013)
- Ласло Капойи (2013—2014)
- Ласло Андрашка (с 2015 года)